# Gesetz zur Demokratisierung der deutschen Schule
Das Gesetz zur Demokratisierung der deutschen Schule vom Mai/Juni 1946 war die rechtliche Basis der Umformung des Schulsystems in der Sowjetischen Besatzungszone (SBZ) hin zu einer von der SED beherrschten Einheitsschule in einem zentralisierten Schulsystem. Das Gesetz wurde mit dem Gesetz über die sozialistische Entwicklung des Schulwesens in der Deutschen Demokratischen Republik vom 2. Dezember 1959 aufgehoben.

## Entstehung
Nach dem Zweiten Weltkrieg sind auch in der SBZ die Länder wiederhergestellt worden. Deren Aufgabe war formal der Erlass von Schulgesetzen. Da die Landtagswahlen in der SBZ 1946 erst im Oktober stattfanden, erfolgte die Gesetzgebung durch die Landesverwaltungen (Landesregierungen) aufgrund von Befehlen der Sowjetischen Militäradministration in Deutschland (SMAD). Auch wenn Normalisierung des alltäglichen Lebens für die SMAD eine hohe Priorität hatte, spielte die Schulpolitik innerhalb der sowjetischen Gesamtpolitik eine von der Administration eher vernachlässigte Rolle. Die KPD Sachsens hat auf der Döbelner Konferenz („Tagung der kommunistischen Lehrer Sachsens“) am 19. August 1945 ihren Kurs festgelegt, formuliert von Johann Riesner: Entnazifizierung, Verständnis für die sowjetischen Völker, einheitliches Schulsystem, Abschaffung des Religionsunterrichts, Verbot von Privatschulen, Schulgeldfreiheit, Umgestaltung zur Arbeits- und Produktionsschule. Trotz des formell eingerichteten föderalen politischen Systems war eine einheitliche zentral vorgegebene Regelung Ziel der Politik der SMAD. Deshalb wurden in allen fünf Ländern gleichlautende Gesetze durch die Landesregierungen erlassen. Der entscheidende SED-Funktionär war Paul Wandel, die Abteilung Volksbildung bei der SMAD leitete Prof. P. W. Solotuchin. Das Berliner Schulgesetz folgte erst 1947, weil es mit den Westberliner Parteien auszuhandeln war. Es war aber stark von den ostdeutschen Vorgängern beeinflusst.

## Inhalt
Präambel und § 1 des Gesetzes definieren die allgemeinen Ziele des Schulsystems. Neben der Ablehnung des Nationalsozialismus werden Friedensliebe, die Fähigkeit zum selbstständigen Denken, Verantwortungsbewusstsein, demokratische Gesinnung und Gemeinschaftsgefühl genannt. Besonders betont wird das Ziel der Chancengleichheit.
§ 2 definiert die Schulausbildung als ausschließliche Aufgabe des Staates. Privatschulen waren im Schulsystem der SBZ nicht vorgesehen. Auch wird das Bildungssystem für Mädchen und Jungen als gleich festgelegt (Einführung Koedukation) und der Religionsunterricht wurde als Aufgabe der Kirchen und nicht der staatlichen Schulen definiert.
Im § 3 wird der Aufbau und die Gliederung einer vierstufigen „demokratischen Einheitsschule“ beschrieben, die aus Kindergarten, Grundschule, Oberstufe und Hochschule besteht. Ein wesentlicher Punkt war die Ausweitung der Grundschule auf 8 Jahre. Damit war gemäß den reformpädagogischen Forderungen zu Zeiten der Novemberrevolution und am Anfang der Weimarer Republik eine Einheitsschule geschaffen worden, die nach sowjetischem Vorbild für alle Schüler verbindlich war. Das gegliederte Schulsystem war damit abgeschafft. Als weiterführende Schule wurde die Oberschule eingerichtet, die in vier Jahren zur Hochschulreife führte.
Der Unterricht sollte nach zentralen Lehrplänen erfolgen. Diese sollten durch die Deutsche Verwaltung für Volksbildung vorgegeben werden. Diese Einrichtung steuerte gemäß § 6 über Richtlinien auch die Schulaufsicht, die formal bei den Ländern verblieb.

## Demokratische Einheitsschule
Im Gesetz zur Demokratisierung der deutschen Schule wurde eine vierstufige Schulstruktur postuliert, deren Bestandteile aufeinander aufbauten und dem gleichen Fundament aus einheitlichen Leitlinien von Bildung und Erziehung folgten.
- Die 1. Stufe, die Vorstufe, umfasste die vorschulischen Erziehungseinrichtungen. Die Kindergärten sollten die Kinder zur Schulreife bringen und boten ihnen eine allseitige frühkindliche Förderung in Mengenlehre, Raumlehre, Farben- und Formenlehre, Motorik, Sprecherziehung, Singen und Malen nach einem einheitlichen staatlichen Bildungs- und Erziehungsplan. Implizit umfasste die Vorstufe des Weiteren die Kinderkrippen, die allerdings erst 1965 dem Schulsystem angekoppelt worden waren.

- Die 2. Stufe, die Grundstufe, umfasste die Grundschule, eine Gemeinschaftsschule ohne äußere oder innere Differenzierung. Die achtjährige Grundschule war das Kernstück des Schulsystems und fußte auf einer Ausprägung der reformpädagogischen deutschen Einheitsschule, die von den sozialdemokratisch und sozialistisch orientierten Reformern zu Beginn der Weimarer Republik begründet worden war. Bis zum Ende der DDR dominierte deshalb eine linksautoritäre Pädagogik, die Ansprüchen wie Fleiß, Disziplin, Ordnung, Exaktheit, Ausdauer und Gemeinschaftssinn verhaftet war.

- Die 3. Stufe, die Oberstufe, umfasste zum einen die Berufsschulen, die Fachschulen und zum anderen den Bildungsgang an einer höheren Lehranstalt mit der Hochschulreife als Abschluss, die Oberschule. Auch diese Stufe war für alle Schüler verbindlich. Der Zugang zur Oberschule war reglementiert. Erst Mitte der 1960er Jahre löste sich die Einheitsschule vom Fokus auf die Berufsausbildung für alle Oberschüler.

- Die 4. Stufe, die Hochschule, umfasste die Einrichtungen für das akademische Studium, also Universitäten, Technische Hochschulen, Pädagogische Hochschulen, Kunsthochschulen, Musikhochschulen und letztlich Ingenieurhochschulen, hervorgegangen aus den Ingenieurschulen, als das Recht zur Verleihung des akademischen Grades erteilt worden war.

Die vierstufige Einheitsschulstruktur blieb de facto bis 1990 erhalten; das Bildungsgesetz des Jahres 1965 erweiterte aber die demokratische Einheitsschule in das einheitliche sozialistische Bildungssystem.

## Wirkung und Kritik
Das Gesetz zur Demokratisierung der deutschen Schule blieb über 13 Jahre in Kraft und war die rechtliche Grundlage für die Gleichschaltung des Schulwesens in der SBZ/DDR zu einem Machtinstrument der SED. Die einzelnen Aspekte des Gesetzes wurden unterschiedlich aufgenommen. Während die Ziele des Gesetzes über alle Parteigrenzen hinweg unterstützt wurden, war die Einführung der Einheitsschule stark umstritten.
Bereits in der Weimarer Republik war von Seiten der Linken, aber auch von Seiten der Reformpädagogik eine Einheitsschule gefordert worden. Daher stieß die Einführung entsprechend auf Zustimmung. Kritiker befürchteten hingegen eine Gleichmacherei und einen Niveauverlust.